# Liste der Biografien/Jay
Liste der Biografien |
Portal Biografien |
Personensuche
# |
A |
B |
C |
D |
E |
F |
G |
H |
I |
J |
K |
L |
M |
N |
O |
P |
Q |
R |
S |
T |
U |
V |
W |
X |
Y |
Z |
?
 
Ja |
Jb |
Jd |
Je |
Jh |
Ji |
Jj |
Jl |
Jn |
Jm |
Jo |
Jp |
Jr |
Js |
Jt |
Ju |
Jv |
Jw |
Jy
 
Jaa |
Jab |
Jac |
Jad |
Jae |
Jaf |
Jag |
Jah |
Jai |
Jaj |
Jak |
Jal |
Jam |
Jan |
Jao |
Jap |
Jaq |
Jar |
Jas |
Jat |
Jau |
Jav |
Jaw |
Jax |
Jay |
Jaz

## Jay
Die Liste der Biografien führt alle Personen auf, die in der deutschsprachigen Wikipedia einen Artikel haben. Dieses ist eine Teilliste mit 101 Einträgen von Personen, deren Namen mit den Buchstaben „Jay“ beginnt.
- Jay Electronica (* 1976), US-amerikanischer Rapper und Produzent
- Jay Lung, Ricardo (* 1970), panamaischer Skilangläufer
- Jay Marchand-Arvier, Marie (* 1985), französische Skirennläuferin
- Jay Rock (* 1985), US-amerikanischer Rapper
- Jay, Allan (1931–2023), britischer Fechter
- Jay, Antoine (1770–1854), französischer Schriftsteller und Jurist
- Jay, Antony (1930–2016), britischer Schriftsteller
- Jay, Bailey (* 1988), US-amerikanische transsexuelle PornodarstellerinBailey Jay (* 1988)

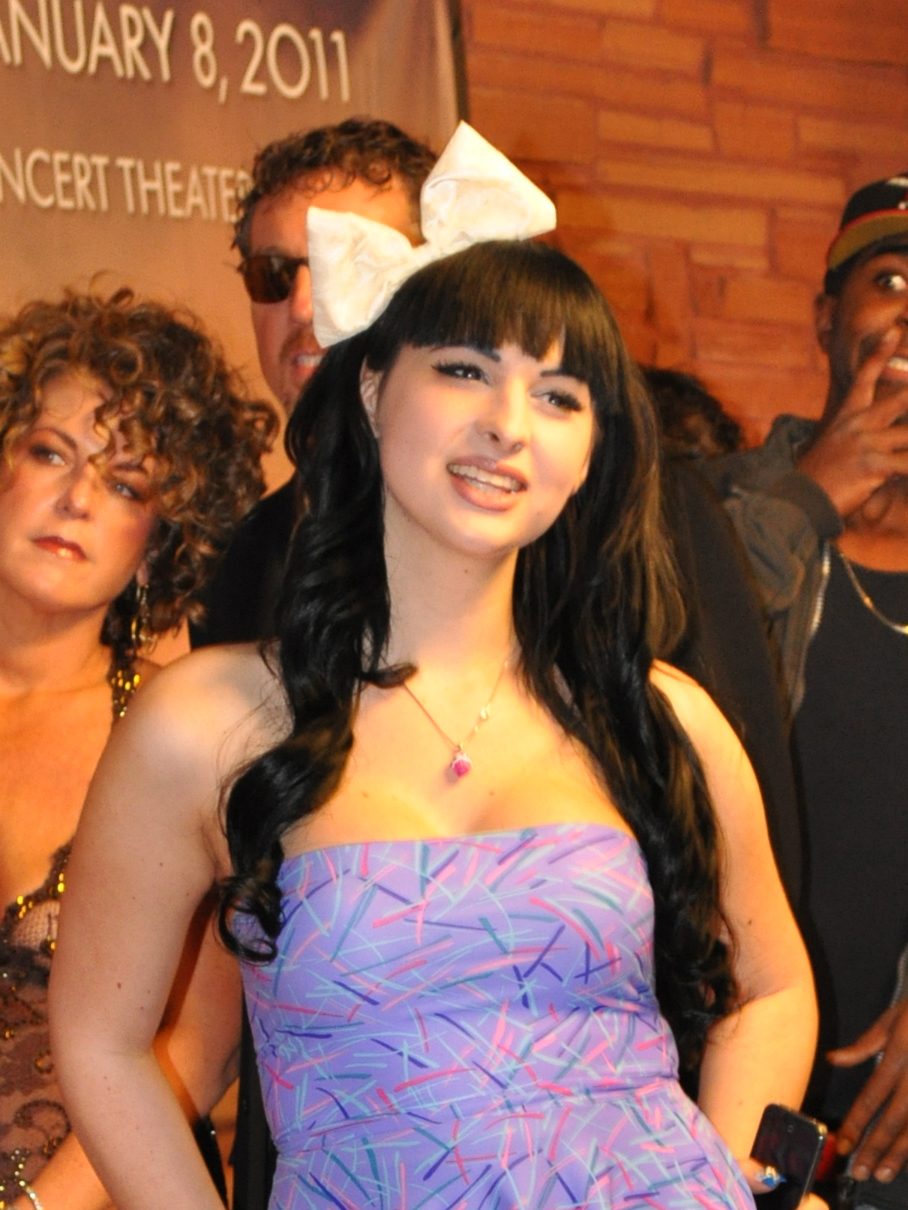
Bailey Jay (* 1988)

- Jay, Charles (1911–1988), französischer Komponist
- Jay, Charlotte (1919–1996), australische Schriftstellerin
- Jay, Darren, Musikproduzent und DJ
- Jay, David (* 1982), US-amerikanischer asexueller Aktivist
- Jay, Douglas, Baron Jay (1907–1996), britischer Politiker, Mitglied des House of Commons, Life Peer
- Jay, Erron (* 1980), US-amerikanischer Schauspieler, Synchronsprecher und Sänger
- Jay, Fred (1914–1988), österreichischer Liedertexter
- Jay, Friedrich (1863–1942), deutscher Bankier
- Jay, Friedrich Adolph (1791–1867), deutscher Kaufmann und Abgeordneter
- Jay, Georgia, britisch-US-amerikanisch Schauspielerin
- Jay, John (1745–1829), US-amerikanischer Politiker und Jurist
- Jay, Johnny (* 1934), US-amerikanischer Rockabilly-Musiker
- Jay, Joshua (* 1981), US-amerikanischer Zauberkünstler
- Jay, Karla (* 1947), US-amerikanische Anglistin und LGBT-Aktivistin
- Jay, Laura (* 1980), deutsche Künstlerin, Fotografin und Buchherstellerin
- Jay, Margaret, Baroness Jay of Paddington (* 1939), britische Politikerin und Journalistin
- Jaÿ, Marie-Louise (1838–1925), französische Unternehmerin und Mitbegründerin des Großwarenhauses La Samaritaine
- Jay, Martin (* 1944), US-amerikanischer Historiker und Hochschullehrer
- Jay, Mary Rutherfurd (1872–1953), US-amerikanische Landschaftsarchitektin
- Jay, Michael, Baron Jay of Ewelme (* 1946), britischer Diplomat und Botschafter in Frankreich
- Jay, Peter Augustus (1877–1933), US-amerikanischer Diplomat, Botschafter in Argentinien, Gesandter in El Salvador und Rumänien
- Jay, Renaud (* 1991), französischer Skilangläufer
- Jay, Ricky (1946–2018), US-amerikanischer Zauberkünstler, Schauspieler und Autor
- Jay, Ruby (* 2004), US-amerikanische Schauspielerin und Sängerin
- Jay, Sara (* 1977), US-amerikanische Pornodarstellerin und PornoregisseurinSara Jay (* 1977)

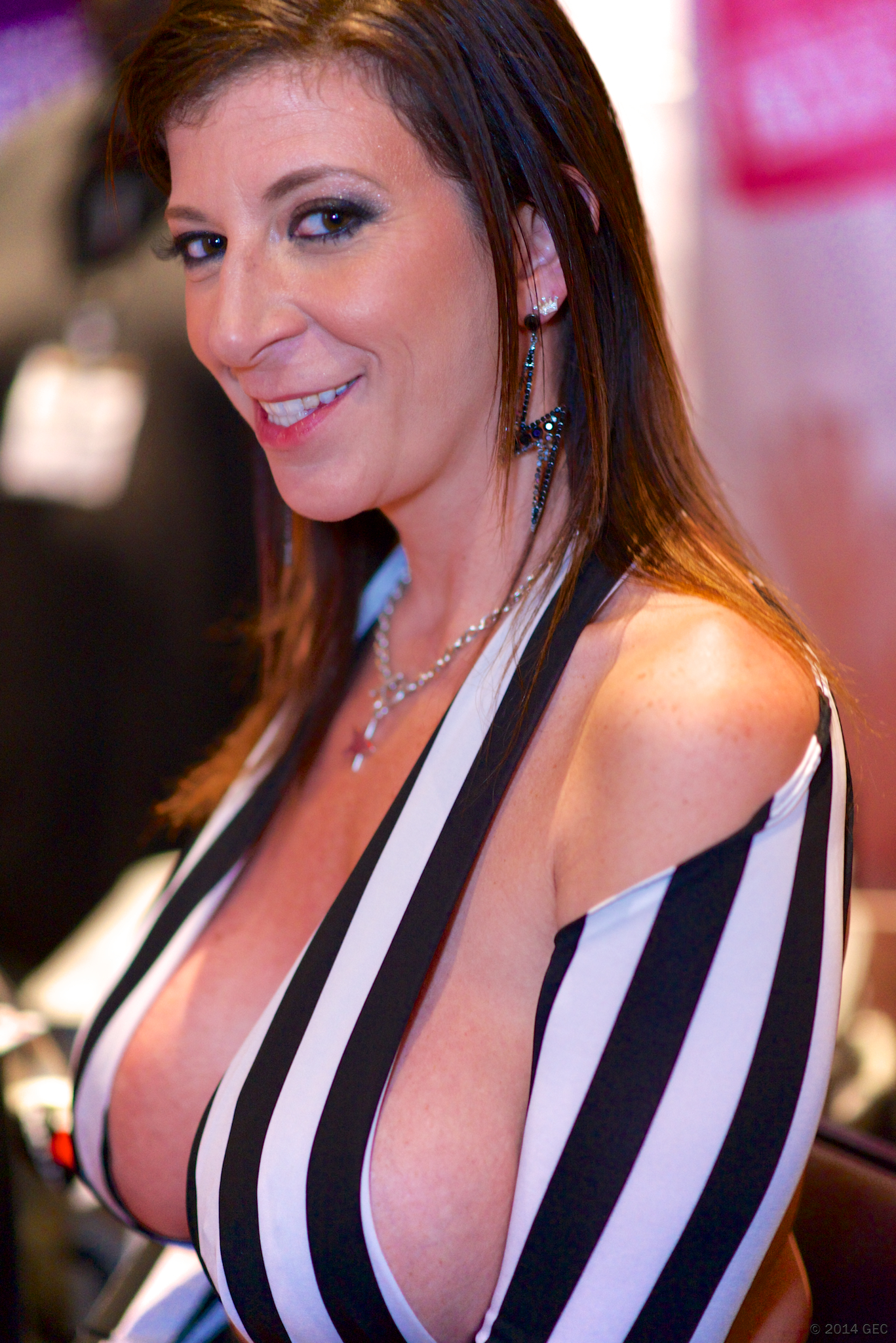
Sara Jay (* 1977)

- Jay, Simone (* 1960), US-amerikanische Sängerin
- Jay, Tony (1933–2006), britisch-US-amerikanischer Schauspieler und Synchronsprecher
- Jay, Vincent (* 1985), französischer Biathlet
- Jay-Z (* 1969), US-amerikanischer Rap-MusikerJay-Z (* 1969)

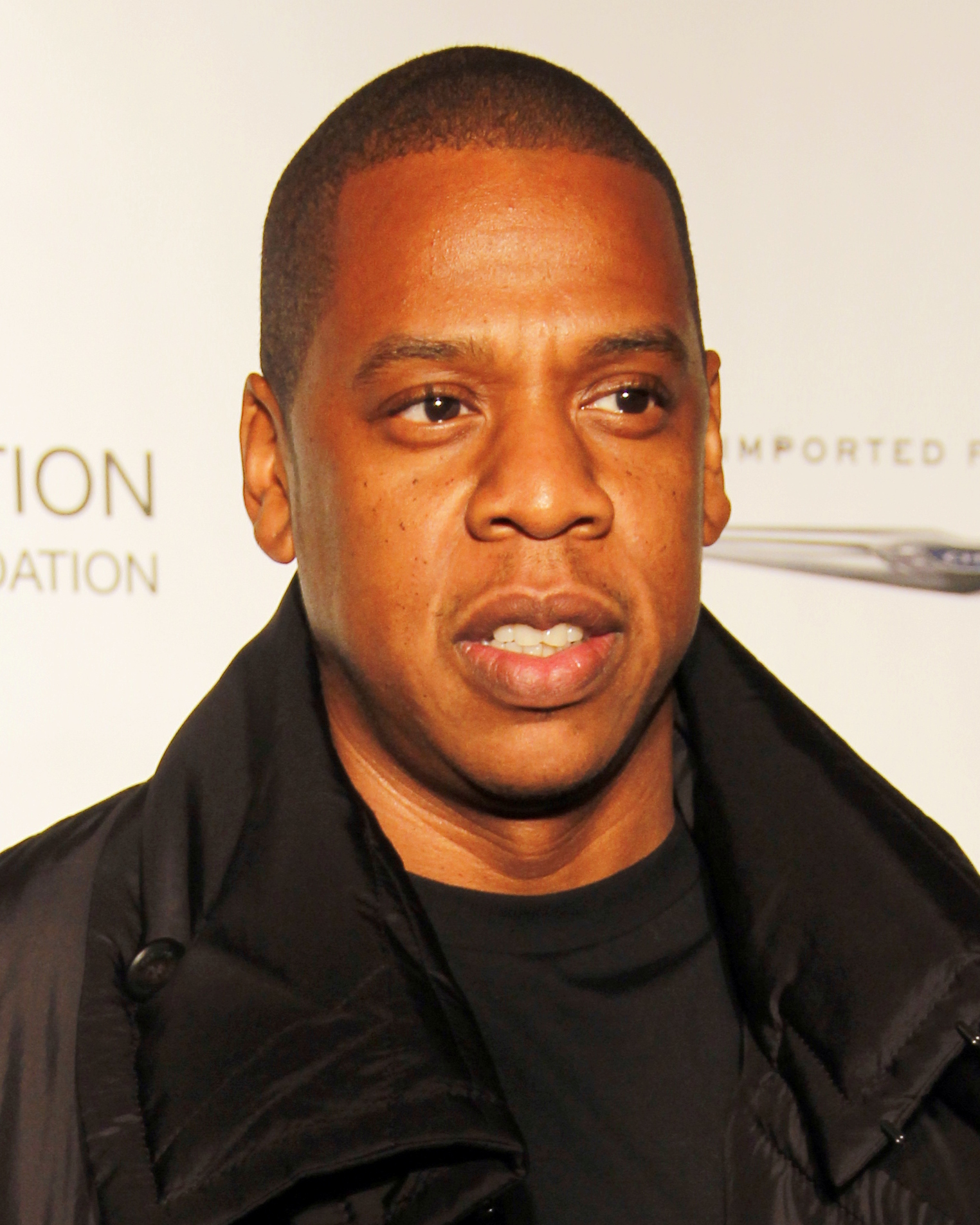
Jay-Z (* 1969)

- Jay1 (* 1997), britischer Rapper

### Jaya
- Jaya, Herwin (* 1985), indonesischer Straßenradrennfahrer
- Jayadeva, indischer Dichter
- Jayadi, Diva Renatta (* 2002), indonesische Stabhochsprungin
- Jayaindran, Pavithra Devi (* 1999), malaysische Speerwerferin
- Jayakanthan (1934–2015), indischer Schriftsteller, Journalist, Redner, Filmemacher, Kritiker und Aktivist
- Jayakody, Duminda (* 1971), sri-lankischer Badmintonspieler
- Jayakody, Jayakody Aratchige Don Anton (* 1958), sri-lankischer Geistlicher und römisch-katholischer Weihbischof in Colombo
- Jayakumar, Premanand (* 1986), indischer Sprinter
- Jayakumar, Shunmugam (* 1939), singapurischer Politiker
- Jayalalithaa, J. (1948–2016), indische Politikerin und Schauspielerin
- Jayapal, Pramila (* 1965), US-amerikanische Politikerin
- Jayaprakash, Mohit Mayur (* 1993), indischer Tennisspieler
- Jayaram, Ajay (* 1987), indischer Badmintonspieler
- Jayaraman, Lalgudi (1930–2013), indischer Geiger, Sänger und Komponist der Karnatischen Musik
- Jayaraman, Nityanand (* 1968), indischer Umweltschützer
- Jayaratne, D. M. (1931–2019), sri-lankischer Politiker, Premierminister (2010–2015)
- Jayashri, Bombay, indische traditionelle Sängerin
- Jayasinghe, Sanjaya (* 1982), sri-lankischer Dreispringer
- Jayasinghe, Susanthika (* 1975), sri-lankische Leichtathletin
- Jayasinghe, Thilini (* 1985), sri-lankische Badmintonspielerin
- Jayasiri, Amila (* 1994), sri-lankischer Weitspringer
- Jayasundara, Vimukthi (* 1977), sri-lankischer Filmregisseur und Drehbuchautor
- Jayasundera, Thusitha (* 1971), sri-lankische Schauspielerin
- Jayasuriya, Arachchige Don Wimal Siri Appuhamy (* 1969), sri-lankischer römisch-katholischer Geistlicher, Bischof von Chilaw
- Jayasuriya, Karu (* 1940), sri-lankischer Politiker und Minister des Inneren und der Öffentlichen Verwaltung
- Jayasuriya, Kasun (* 1980), sri-lankischer Fußballspieler
- Jayasuriya, Sanath (* 1969), sri-lankischer Cricketspieler
- Jayavarman I. († 681), König des Khmer-Reiches von Angkor
- Jayavarman II., König der Angkor-Region Kambodschas
- Jayavarman III., König von Angkor
- Jayavarman IV. († 941), König des Khmer-Reiches von Angkor
- Jayavarman V. (958–1001), König des Khmer-Reiches von Angkor
- Jayavarman VI. († 1107), König des Khmer-Reiches von Angkor
- Jayavarman VII., König der KhmerJayavarman VII.
- Jayavarman VIII., König der Khmer

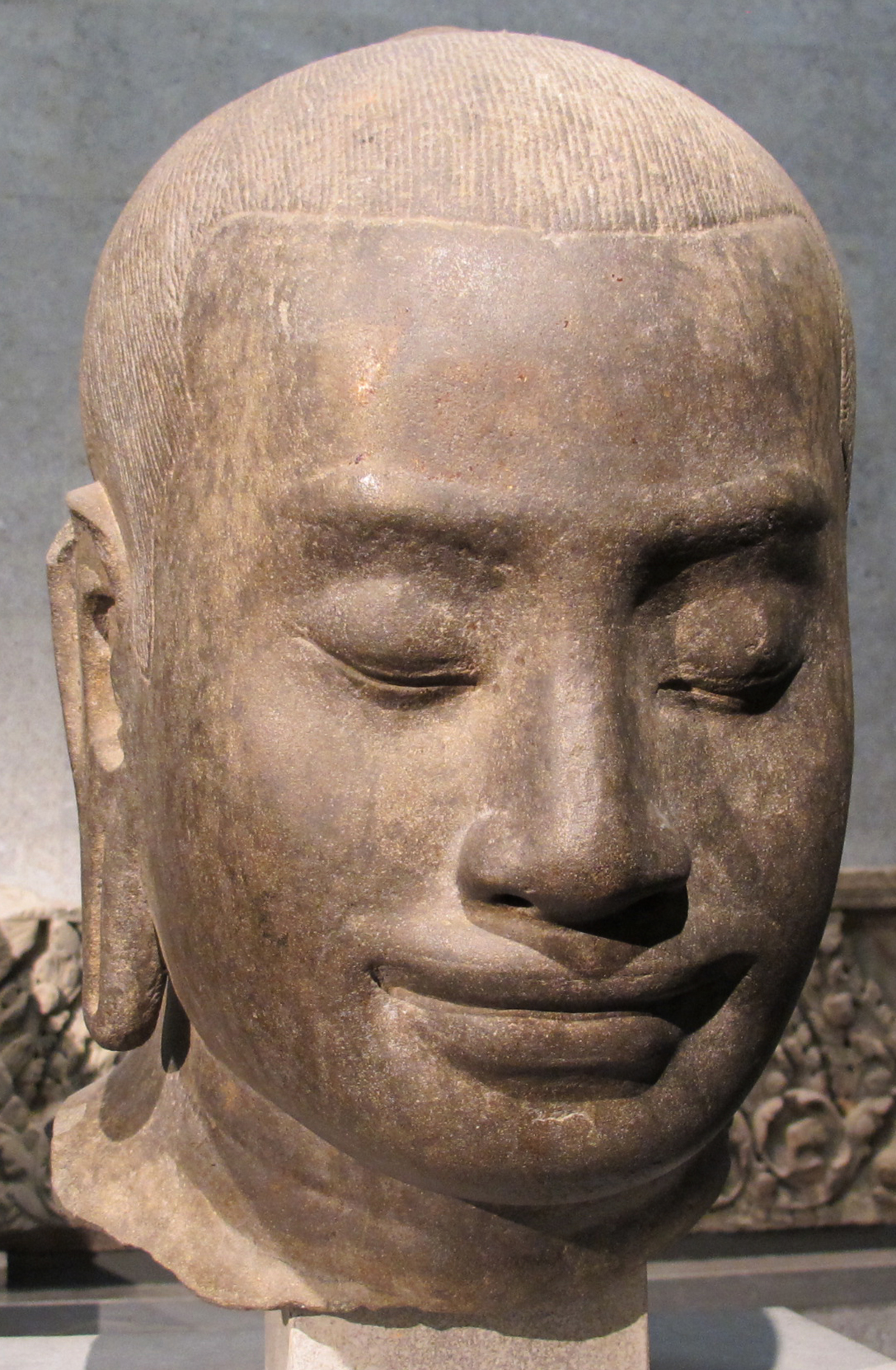
Jayavarman VII.

- Jayawardena, Ranil (* 1986), britischer Politiker der Konservativen Partei
- Jayawardene, Prasanna (* 1979), sri-lankischer Cricketspieler

### Jayb
- Jaybo aka Monk (* 1963), französischer Künstler

### Jaye
- Jaye, Abigail (* 1979), britische Musicalsängerin
- Jayed, Jalal (* 1987), marokkanischer Fußballschiedsrichter
- Jayesinghe, Majintha Joseph Priye (* 1966), sri-lankischer Diplomat
- Jayet, Maud (* 1996), Schweizer Seglerin
- Jayewardene, Junius Richard (1906–1996), singhalesischer Politiker in Sri Lanka
- Jayewardene, Ravi (1936–2017), sri-lankischer Pilot und Olympiateilnehmer

### Jayj
- JayJay (* 1986), deutscher Elektro-Rapper

### Jayk
- JayKay, südamerikanischer Sänger, Rapper und Songwriter

### Jaym
- Jayme, Carlos (* 1980), brasilianischer Schwimmer
- Jayme, Erik (1934–2024), deutscher Jurist
- Jayme, Georg (1899–1979), deutscher Chemiker und Papiertechnologe
- Jayme, Vicente (1928–2013), philippinischer Manager und Politiker
- Jaymes, Jayden (* 1986), US-amerikanische Pornodarstellerin und Model
- Jaymes, Jessica (* 1979), US-amerikanisches Model, Pornodarstellerin und ProduzentinJessica Jaymes (* 1979)

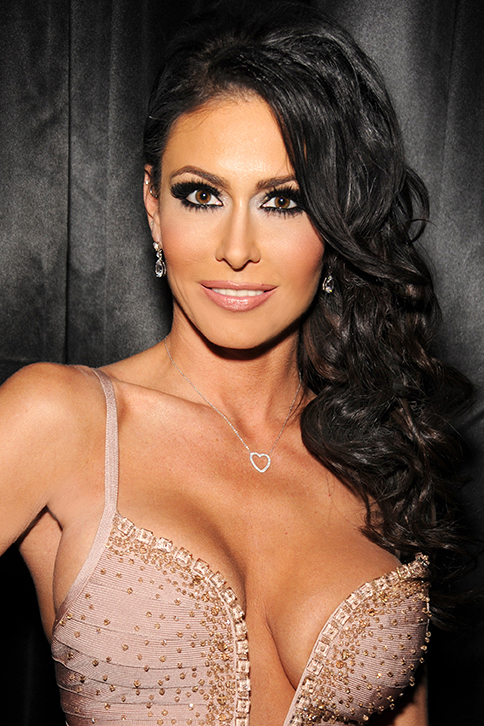
Jessica Jaymes (* 1979)

### Jayn
- Jayne, Billy (* 1969), US-amerikanischer Schauspieler
- Jayne, Erika (* 1971), US-amerikanische Sängerin
- Jayne, Jacy (* 1996), US-amerikanische Wrestlerin
- Jayne, Jennifer (1931–2006), britische Film- und Fernsehschauspielerin und Drehbuchautorin
- Jayne, Robert (* 1973), US-amerikanischer Schauspieler
- Jayne, William (1826–1916), US-amerikanischer Politiker
- Jayner, Travis (* 1982), US-amerikanischer Shorttracker
- Jaynes, Edwin Thompson (1922–1998), US-amerikanischer Physiker und Statistiker
- Jaynes, Julian (1920–1997), US-amerikanischer Psychologe

### Jays
- Jaysus (* 1982), deutscher Rapper

### Jayy
- Jayyusi, Salma Khadra († 2023), palästinensische Autorin